# Aire-sur-l'Adour
Aire-sur-l'Adour är en kommun i departementet Landes i regionen Nouvelle-Aquitaine i sydvästra Frankrike. Kommunen ligger i kantonen Aire-sur-l'Adour som tillhör arrondissementet Mont-de-Marsan. År 2022 hade Aire-sur-l'Adour 6 215 invånare.

## Befolkningsutveckling
Antalet invånare i kommunen Aire-sur-l'Adour
Referens:INSEE